# Guagno
Guagno là một xã trong vùng hành chính Corse, thuộc tỉnh Corse-du-Sud, quận Ajaccio (quận), tổng Deux-Sorru. Guagno nằm trên độ cao trung bình là 800 mét trên mực nước biển, có điểm thấp nhất là 491 mét và điểm cao nhất là 2418 mét. Xã có diện tích 42,72 km², dân số vào thời điểm 1999 là 139 người; mật độ dân số là 3 người/km².

## Thông tin nhân khẩu
| 1962 | 1968 | 1975 | 1982 | 1990 | 1999 |
| ---- | ---- | ---- | ---- | ---- | ---- |
| 268  | 269  | 253  | 242  | 145  | 139  |